# Madelia (Minnesota)
Madelia es una ciudad ubicada en el condado de Watonwan en el estado estadounidense de Minnesota. En el Censo de 2010 tenía una población de 2308 habitantes y una densidad poblacional de 607,86 personas por km².

## Geografía
Madelia se encuentra ubicada en las coordenadas 44°2′53″N 94°25′12″O / 44.04806, -94.42000. Según la Oficina del Censo de los Estados Unidos, Madelia tiene una superficie total de 3.8 km², de la cual 3.8 km² corresponden a tierra firme y (0%) 0 km² es agua.

## Demografía
Según el censo de 2010, había 2308 personas residiendo en Madelia. La densidad de población era de 607,86 hab./km². De los 2308 habitantes, Madelia estaba compuesto por el 83.97% blancos, el 1.73% eran afroamericanos, el 0.13% eran amerindios, el 0.3% eran asiáticos, el 0% eran isleños del Pacífico, el 12.44% eran de otras razas y el 1.43% pertenecían a dos o más razas. Del total de la población el 26.78% eran hispanos o latinos de cualquier raza.